# غلين ديفيس (لاعب كرة سلة)
غلين ديفيس (بالإنجليزية: Glen Davis)‏ مواليد 1 يناير 1986، هو لاعب كرة سلة أمريكي يلعب مع فريق لوس أنجلوس كليبرز في الرابطة الوطنية لكرة السلة ويحمل الرقم 0. يبلغ طوله 6 قدم 9 بوصة (2.1 م).

## فرق لعب لها
- بوسطن سيلتكس
- أورلاندو ماجيك
- لوس أنجلوس كليبرز

## روابط خارجية
- غلين ديفيس على موقع الاتحاد الدولي لكرة السلة (الإنجليزية)
- غلين ديفيس على موقع إن بي أي (الإنجليزية)
- غلين ديفيس على موقع سبورتس رفرنس (الإنجليزية)
- غلين ديفيس على موقع كرة السلة الأوروبية.كوم (الإنجليزية)
- غلين ديفيس على موقع إي إس بي إن.كوم (الإنجليزية)
- غلين ديفيس على موقع كلية كرة السلة في سبورتس رفرنس.كوم (الإنجليزية)
- غلين ديفيس على موقع ريلجم (الإنجليزية)
- غلين ديفيس على موقع بروبوليرز (الإنجليزية)